# Битва на Бичер-Айленд
Би́тва на Би́чер-А́йленд или Би́тва на Арика́ри-Форк — сражение между армией США и несколькими индейскими племенами, произошедшее на реке Арикари в восточном Колорадо с 17 по 25 сентября 1868 года.

## Предыстория
После резни на Сэнд-Крик южные и северные шайенны, северные арапахо и лакота объединились в войне против американцев.
В течение лета 1868 года генерал Филип Шеридан направил первого лейтенанта Фредерика Бичера с четырьмя гражданскими скаутами наблюдать за индейцами западного Канзаса. Разведчики посетили несколько лагерей индейцев и собрали необходимую для Шеридана информацию. В ней сообщалось о численности воинов, их лидерах, количестве лошадей, качестве вооружения и месторасположении индейцев. 16 августа 1868 года скауты подверглись нападению шайеннов и один из них был убит. После этого события Филип Шеридан приказал майору Джорджу Форсайту собрать отряд из 50 жителей фронтира для разведки против враждебных индейцев. Фредерик Бичер был назначен заместителем Форсайта. Отряд состоял из гражданских скаутов, подписавших контракт в Канзасе и зачисленных на службу в форте Хейз, в нём не было ни одного солдата.
В конце августа 1868 года 48 скаутов выступили из форта Хейз. Достигнув форта Уоллес, Джордж Форсайт пополнил свой отряд ещё двумя разведчиками. 10 сентября команда Форсайта покинула форт и отправилась на поиски враждебных индейцев, разведчики были вооружены последними моделями многозарядных карабинов и армейскими кольтами, прихватив с собой большое количество боеприпасов.

## Сражение

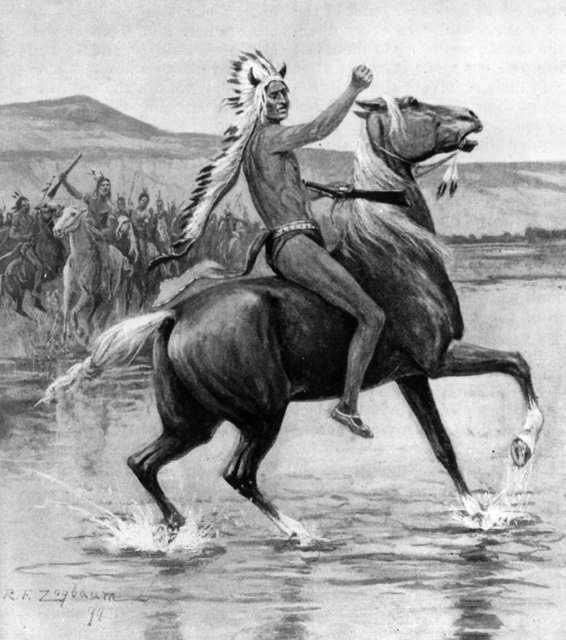
Римский Нос

Ранним утром 17 сентября молодые шайеннские воины украли часть лошадей у скаутов. Форсайт быстро организовал погоню за конокрадами. В результате отряд армейских разведчиков был окружён большим количеством индейских воинов. Форсайт форсировал реку Арикари и оказался на небольшом острове. Скауты выкопали окопы и сделали брустверы из убитых лошадей и мулов. Отразив первую атаку индейцев, во время которой люди Форсайта понесли серьёзные потери, они окончательно укрепились на острове, закончив делать укрытия. 
Силы индейцев состояли из 500 воинов шайеннов, оглала, брюле, северных арапахо, а также нескольких кайова. Они яростно атаковали большую часть первого дня, но не смогли овладеть островом. Вооружение индейцев состояло в основном из луков и копий, в то время, как у разведчиков были  многозарядные ружья и револьверы. Кроме того, нападавшие не могли подобраться к острову незамеченными, люди Форсайта хорошо видели их.
После того, как погиб Римский Нос, один из самых знаменитых и влиятельных воинов шайеннов, атаки индейцев угасли, а большинство воинов покинуло битву. В последующие дни сражение постепенно стихло. Джордж Форсайт был дважды ранен, его заместитель, Фредерик Бичер убит. Всего разведчики потеряли убитыми 6 человек, 18 были ранены. Нескольким скаутам удалось незаметно покинуть остров и отправиться за помощью в форт Уоллес. Оставшиеся разведчики были вынуждены питаться гнилым мясом лошадиных трупов и пить мутную воду. 
25 сентября солдаты капитана Луиса Карпентера из 10-го кавалерийского полка освободили скаутов и через день они отправились в форт Уоллес, куда прибыли 30 сентября 1868 года.